# 南大西洋熱帶氣旋

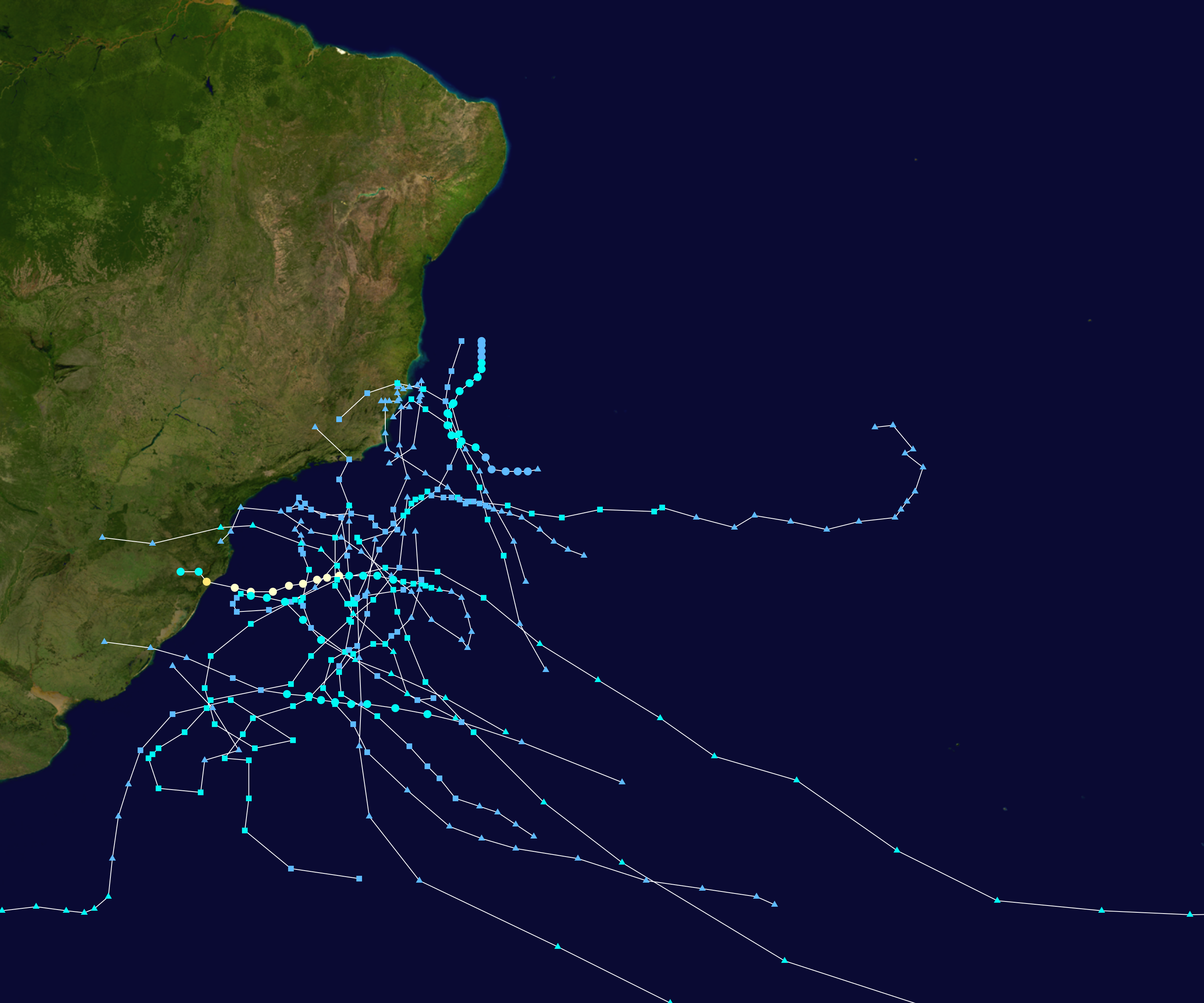
2004年以來南大西洋顯著熱帶氣旋路徑圖

南大西洋熱帶氣旋是一種在南半球發生的罕见天氣現象。在南大西洋上有較強的風切變（會令熱帶氣旋難以生成）和缺乏對熱帶氣旋生成有利的天氣系統令該處達到颶風強度的氣旋極為罕見。 如果要對此「颶風季」劃定季節週期，最有可能便會是與北大西洋颶風季相反、即由11月至4月間南半球的海水比較溫暖的時段;且在三月中旬時達至最高溫度。 這些熱帶氣旋將來的國際編號為xxSL。 2008年發表的一項研究顯示，在1957年至2008年間，有92個副熱帶氣旋在南大西洋上生成。
世界气象组织并未将南大西洋划定为热带气旋形成、监测的洋区，亦未设立区域专责气象中心（英语：Regional Specialised Meteorological Centre，简称RSMC）。但自2011年起，巴西海军水文中心开始对南大西洋海域形成的热带气旋或亚热带气旋进行命名。
以下記錄了一些比較著名的的南大西洋熱帶或副熱帶氣旋。

## 熱帶或亞熱帶氣旋

### 1991年熱帶風暴安哥拉
4月9日，一低压在刚果盆地形成。次日便从安哥拉东北处出海。它向西前进，越过一片温暖的水域。根据国家飓风中心（National Hurricane Center）的资料，它在巅峰强度时是热带低压或热带风暴。
4月14日，该风暴因为被一条大飑线吸收而迅速消散。
迄今为止，它是唯一一个有记录的东南大西洋热带气旋。

### 2006年2月的熱帶風暴
2010 年 3 月 8 日，原為溫帶氣旋發展出熱帶特徵，在巴西南部沿海被歸類為亞熱帶氣旋。次日，美國海軍研究實驗室開始對該系統進行監測，並將其作為 90Q 名稱下的一個感興趣的系統。國家颶風中心也開始將系統監測為低 SL90。在 3 月 9 日下午，系統達到了 55 公里/小時（34 英里/小時）的強度和 1000 hPa（毫巴）的氣壓。它於 3 月 10 日被宣佈為熱帶風暴，並於 3 月 12 日晚成為溫帶風暴。佛羅里達州立大學估計安妮塔累積的氣旋能量為 2.0525。除了南里奧格蘭德州和聖卡塔琳娜州海岸的公海外，沒有與風暴相關的損害。

### 熱帶風暴安妮塔（Anita）
安妮塔在里约热内卢南部生成，3月10日向东偏北移动。
3月11日向东偏西移动。
3月12日凌晨减弱为热带低压。

### 亞熱帶風暴巴浦（Bapo）
2015年2月5日12:00UTC，巴西海軍水文中心把一個位於聖保羅東南約170公里的低壓區升格為亞熱帶低氣壓。
2月6日12:00UTC，巴西海軍水文中心將其升格為亞熱帶風暴，並命名為Bapo（巴浦）。
2月7日12:00UTC，巴西海軍水文中心將其降格為亞熱帶低氣壓。
2月8日00:00UTC，巴西海軍水文中心認為巴浦已轉化為溫帶氣旋，並為其發出最後熱帶氣旋報告。

### 亞熱帶風暴卡里（Cari）
2015年3月10日12:00UTC，巴西海軍水文中心把一個位於南緯28度，西經45度的低壓區升格為亞熱帶低氣壓。
3月11日00:00UTC，巴西海軍水文中心將其升格為亞熱帶風暴，並命名為Cari（卡里）。同日，美國海軍研究實驗室給予擾動編號90SL，其後更改為90Q。
3月12日00:00UTC，巴西海軍水文中心將其降格為亞熱帶低氣壓。同日，CPTEC指出卡里為一混合熱帶氣旋（Hybrid cyclone）。
3月13日12:00UTC，巴西海軍水文中心將其降格為低壓區。
卡里也是第三個南大西洋的熱帶氣旋。

### 亞熱帶風暴德尼 (Deni)
一亚热带低压在2016年11月15日于里约热内卢西南处生成。
11月16日，它增强为亚热带风暴，从巴西海军处获得了德尼(Deni)的名字。
德尼向南南东方向移动，并在11.17 00:00UTC不久之前转化为温带气旋。

### 亞熱帶風暴伊卡 (Eçaí)
2016年12月4日早些时候，一温带气旋从圣卡塔琳娜州移入南大西洋。之后，它迅速增强并转化为一个亚热带气旋，从巴西海军处获得了伊卡 (Eçaí)的名字。从12月5日开始，伊卡开始减弱，并于12月6日00:00UTC减弱为亚热带低压。

### 熱帶風暴伊巴（Iba）
3月22日，一個低壓在巴西內陸形成。
23日凌晨，該低壓移出陸地，巴西海軍水文中心將其評為熱帶低氣壓。晚間10時，國家颶風中心將其評為熱帶擾動，給予擾動編號90Q。
25日凌晨，巴西海軍水文中心將其升為熱帶風暴，并命名為伊巴(Iba)。不久後，國家颶風中心將其升格為熱帶風暴。
27日下午，國家颶風中心對其發出最後報告。晚間，國家颶風中心將其降格為熱帶低氣壓。

### 副熱帶風暴捷豹（Jaguar）
5月19日，一個低壓在巴西里約熱內盧近海形成。
5月20日上午8時，巴西海軍水文中心將其升格為副熱帶低氣壓。同日晚間11時，巴西海軍水文中心將其升格為副熱帶風暴，並命名捷豹（Jaguar）。
5月22日上午8時，巴西海軍水文中心將其降格為副熱帶低氣壓。

### 副熱帶風暴庫魯米（Kurumí）
2020年1月23日晚間8時，一個低壓在巴西東方近海形成，巴西海軍水文中心將其評為副熱帶低氣壓。
1月24日上午8時，巴西海軍水文中心將其升格為副熱帶風暴，並命名為庫魯米（Kurumí）。
1月25日上午8時，巴西海軍水文中心將其降格為副熱帶低氣壓。晚間8時，巴西海軍水文中心判定其已併入鋒面。

### 副熱帶風暴曼尼（Mani）
10月25日晚間8時，巴西海軍水文中心認為一個副熱帶低氣壓在巴伊亞州和聖埃斯皮里圖州海岸邊界對出形成。
10月26日上午8時，巴西海軍水文中心將其升格為副熱帶風暴，並命名為曼尼（Mani）。
10月28日上午8時，巴西海軍水文中心將其降格為低壓區。

### 副熱帶風暴波提拉（Potira）
里約熱內盧以南的低氣壓於 2021 年 4 月 19 日轉變為亞熱帶低氣壓。2021 年 4 月 20 日，巴西海軍將該系統的類別提升為亞熱帶風暴，並將其命名為 Potira。 風暴在科帕卡巴納堡壘引起了一場大風，陣風的速度超過了每小時 60 公里。 在 Balneário Camboriú 和 Florianópolis (SC)，Potira 造成的宿醉導致街道氾濫和人行道損壞。 Itajaí 和 Navegantes 的港口關閉了 3 天。沒有報告旋風造成的經濟或物質損失。 4月25日，巴西海軍將其降級為低壓區。

### 副熱帶風暴拉奧尼（Raoni）
蒙特維多東南偏東約520公里（320英里）的溫帶氣旋在2021年6月28日晚間開始出現副熱帶氣旋特徵。
到了6月29日，系統發展出風眼，並在上午被巴西海軍判定已經轉化為副熱帶風暴，但當下並未獲得命名，因為當時仍在巴西海軍的責任範圍外。晚間11時，巴西海軍將其命名為拉奧尼（Raoni）。

### 副熱帶風暴烏巴（Ubá）
2021 年 12 月 10 日，據巴西海軍稱，在巴西南部海岸形成了亞熱帶低氣壓。 同日上午，系統演化為亞熱帶風暴，命名為烏巴（Ubá）。其後，系統逐漸減弱，系統於12月12日被降級為熱帶低氣壓，次日減弱為低壓區。

### 副熱帶風暴亞克燦（Yakecan）
5月17日，巴西海軍水文中心將其升格為副熱帶風暴，並命名為亞克燦（Yakecan）。

### 熱帶風暴阿卡拉（Akará）
2月16日，巴西海軍水文中心判定一個副熱帶低氣壓形成。
2月18日，巴西海軍水文中心判定其已轉化為熱帶低氣壓。
2月19日，巴西海軍水文中心將其升格為熱帶風暴，並命名為阿卡拉（Akará）。

### 副熱帶風暴比瓜（Biguá）
12月14日，巴西海軍水文中心判定一個副熱帶風暴形成，並命名為比瓜（Biguá）。
12月16日，巴西海軍水文中心判定其已轉化為後熱帶氣旋。

## 風暴名稱
下面的名字將被用於南大西洋形成而又被命名的風暴。该名单于2011年由巴西海军水文中心拟定，该中心也自同一年开始对南大西洋的热带气旋与亚热带气旋进行命名工作，但是该中心目前并非世界气象组织指派的区域专责气象中心（英语：Regional Specialised Meteorological Centre，简称RSMC）。
黑色粗體名稱則表示該風暴活躍中，橙色表示下一個將會使用的名稱。 
| - Arani - Bapo - Cari - Deni - Eçaí | - Guará - Iba - Jaguar - Kurumí - Mani | - Oquira - Potira - Raoni - Ubá - Yakecan |

## 風暴統計
由1957年起，有80個官方統計的熱帶或亞熱帶氣旋在南大西洋生成:
風暴清單，按月份
| \| 月份 \| 有記錄在南大西洋 生成的熱帶氣旋 \| \| ------ \| ------------------------------- \| \| 一月 \| 10 \| \| 二月 \| 6 \| \| 三月 \| 11 \| \| 四月 \| 6 \| \| 五月 \| 10 \| \| 六月 \| 7 \| \| 七月 \| 5 \| \| 七月 \| 5 \| \| 九月 \| 5 \| \| 十月 \| 1 \| \| 十一月 \| 9 \| \| 十二月 \| 7 \| |                                 |
| 月份 | 有記錄在南大西洋 生成的熱帶氣旋 |
| 一月 | 10                              |
| 二月 | 6                               |
| 三月 | 11                              |
| 四月 | 6                               |
| 五月 | 10                              |
| 六月 | 7                               |
| 七月 | 5                               |
| 七月 | 5                               |
| 九月 | 5                               |
| 十月 | 1                               |
| 十一月 | 9                               |
| 十二月 | 7                               |

風暴清單，按年代
| \| 年代 \| 有記錄在南大西洋 生成的熱帶氣旋 \| \| ----- \| ------------------------------- \| \| 1950s \| 7 \| \| 1960s \| 13 \| \| 1970s \| 13 \| \| 1980s \| 3 \| \| 1990s \| 9 \| \| 2000s \| 19 \| \| 2010s \| 15 \| \| 2020s \| 6 \| |                                 |
| 年代 | 有記錄在南大西洋 生成的熱帶氣旋 |
| 1950s | 7                               |
| 1960s | 13                              |
| 1970s | 13                              |
| 1980s | 3                               |
| 1990s | 9                               |
| 2000s | 19                              |
| 2010s | 15                              |
| 2020s | 6                               |

## 內部連結
- 大西洋颶風季
- 熱帶氣旋生成的罕見源地

## 外部連結
- Brazilian Navy Hydrography Center - Marine Meteorological Service （页面存档备份，存于）
- NOAA info on South Atlantic Tropical Cyclones（页面存档备份，存于）
- CIMSS Satellite Blog: "Another tropical cyclone in the South Atlantic Ocean?"（页面存档备份，存于）
- Meteogroup Weathercast: Do hurricanes form in the South Atlantic? （页面存档备份，存于）